# Puma SE
Puma este a doua mare companie producătoare de articole sportive din Europa și a treia din lume.
A fost înființată în anul 1948, în Germania, iar acum este prezentă în peste 40 de țări și are 10.836 de angajați.
Compania are sediul în Herzogenaurach, Germania.

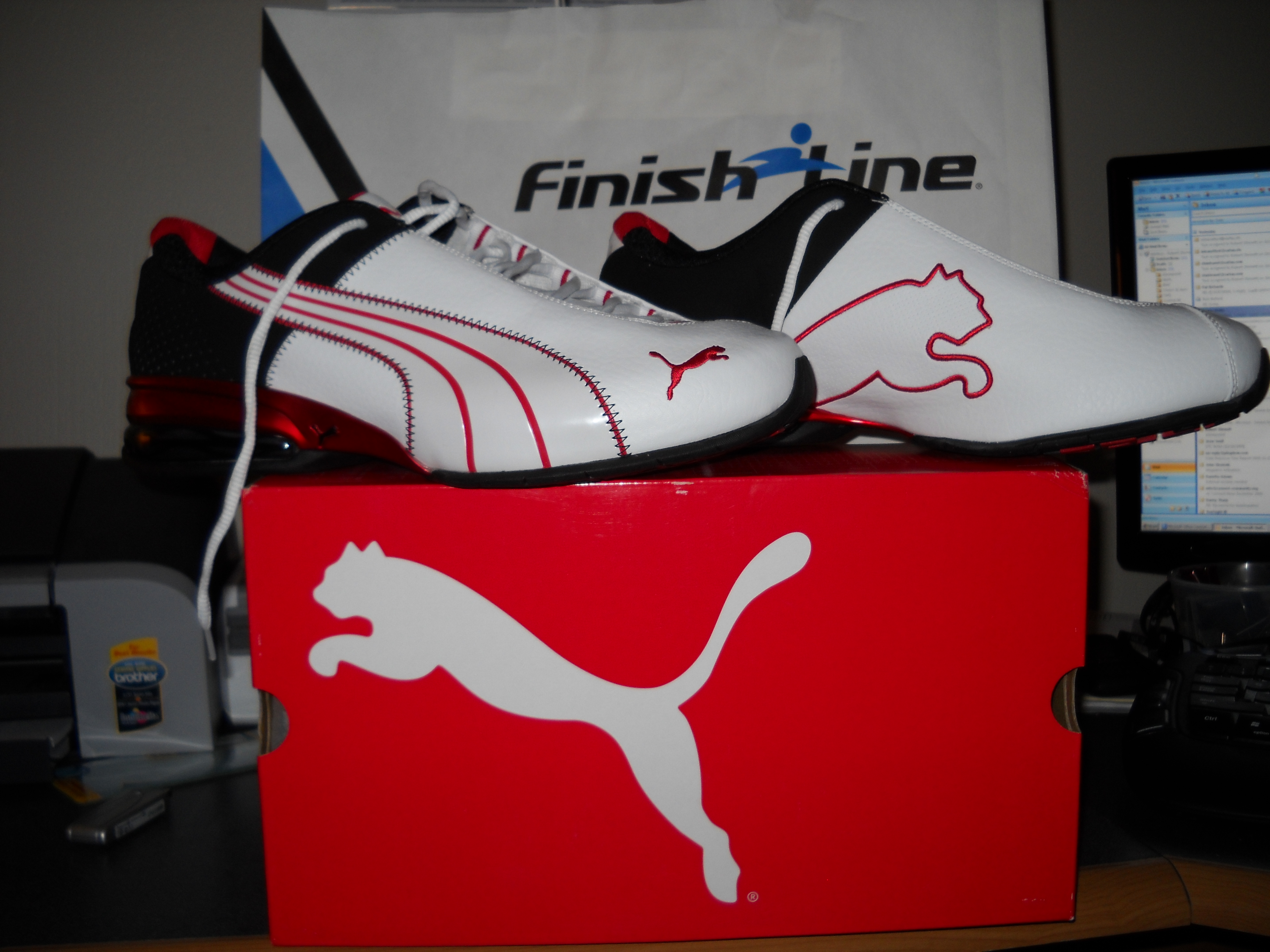
O pereche de ghete Puma

## Cronologie
- 2018: Puma colaborează cu Hello Kitty pentru lansarea colecției Puma X Hello Kitty For All Time.[6]
- 2018: PUMA & AC Milan anunță un parteneriat oficial pe termen lung, în vigoare la 1 iulie 2018.[7]
- 2018: BTS a devenit Ambasadorii Globali ai PUMA.[8]
- 2018: PUMA semnează un acord de trei ani pentru a face kituri pentru Palmeiras, începând cu sezonul 2019.[9]
- 2018: Re-intrarea PUMA în categoria de pantofi de baschet pentru prima dată în 20 de ani și a anunțat că Jay-Z va fi directorul creativ al Puma Basketball. [10]
- 2019: PUMA și City Football Group au semnat un parteneriat global pe termen lung, acordul este cea mai mare afacere pe care ambele organizații au semnat-o, afacerea va vedea oferta PUMA Manchester City FC, Melbourne City FC, Girona FC, Club Atlético Torque și Sichuan Jiuniu FC[11]